# Telling the World
«Telling the World» — песня британского поп-певца Тайо Круса, выпущенная в качестве седьмого общего сингла и первого сингла со второго переиздания его второго студийного альбома Rokstarr. Песня также есть на его третьем альбоме TY.O и в фильме «Рио» в качестве главной темы к фильму. Текст песни исполнен от лица Блу, главного героя фильма. Песня была выпущена в Великобритании 20 марта 2011 года в формате цифровой загрузки, достигнув 138-й строчки в UK Singles Chart. Музыкальное видео было загружено на YouTube 18 марта 2011 года.

## Клип
На эту песню снято два музыкальных клипа. Один из них — короткое видео с участием Круса в студии, где персонажи взаимодействуют. Есть диалог из фильма, даже добавленный диалог, и прерывание одной из обезьян. На другом, более длинном, с полной версией песни, Крус изображен гуляющим по пляжу или в городе, даже на мосту. В этом видео ролики приглушены, а некоторые демонстрируются на зданиях. В обоих музыкальных клипах есть отрывки из фильма.

## Список композиций
Digital download
1. Telling the World — 3:33
2. Telling the World (Radio Edit) — 4:09

## Чарты
| Чарты (2011)                                 | Позиция макс. |
| -------------------------------------------- | ------------- |
| Австрия (Ö3 Austria Top 40)                  | 21            |
| Германия (German Airplay Chart)              | 46            |
| Нидерланды (Single Top 100)                  | 96            |
| Великобритания (The Official Charts Company) | 138           |